# Takeshi Natori
Takeshi Natori (名取 武, Natori Takeshi) est un footballeur international japonais. Il évoluait au poste d'attaquant.

## Biographie
Takeshi Natori reçoit une seule et unique sélection en équipe du Japon, lors de l'année 1934. Il inscrit un but à cette occasion.